# Petaurillus kinlochii
Petaurillus kinlochii е вид бозайник от семейство Катерицови (Sciuridae).